# Wiener Ballsaison

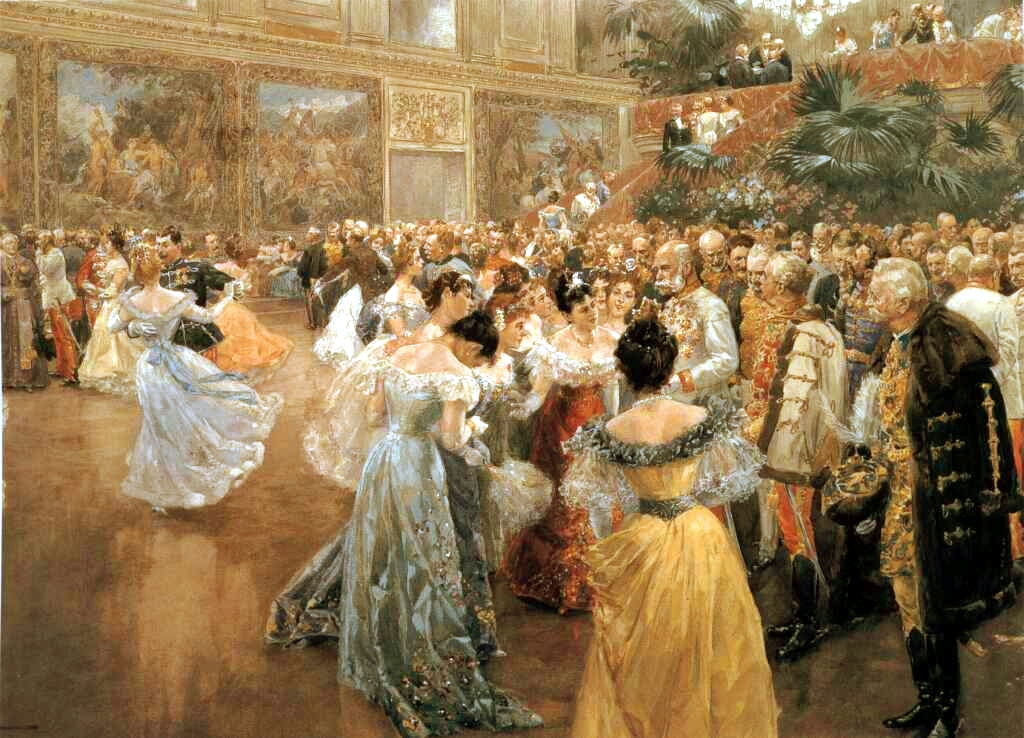
Ball in der Wiener Hofburg um 1900, getanzt wird zum Wiener Walzer (Gemälde von Wilhelm Gause)

Die Wiener Ballsaison (auch Wiener Fasching) findet in der Faschingszeit vom 11. November bis Faschingsdienstag in Wien statt. Als Auftakt hierzu tanzen die Wiener Tanzschulen jährlich am 11.11. um 11:11 Uhr eine Publikums-Quadrille, einen Galopp und einen abschließenden Wiener Walzer am Graben direkt in der Wiener Innenstadt. Die großen Bälle finden aber erst ab dem Silvesterabend (31. Dezember) statt, als erstes der früher Kaiserball genannte Hofburg Silvesterball in der Hofburg.
Im September 2020 wurden aufgrund der COVID-19-Pandemie für die Saison 2020/21 einige Bälle abgesagt, darunter der Wiener Opernball, der Ärzteball, der Juristenball, der Ball der Pharmacie, der Ball der Offiziere und der Jägerball. Einzig der Diversity Ball fand durch Terminverschiebung von Mai auf September und unter Einhaltung der 1G-Regelung (PCR-getestet) statt.

## Besonderheiten der Wiener Bälle

### Bekleidungsvorschriften
Bei den Wiener Traditionsbällen gelten vielfach sehr strikte Bekleidungsvorschriften. Herren tragen schwarzen Anzug, Smoking oder Frack, wobei gelegentlich Smoking oder sogar Frack vorgeschrieben ist (Opernball, Philharmonikerball, Techniker-Cercle). Damen tragen großes Ballkleid, das bei vielen Bällen bodenlang sein muss. Debütantinnen tragen weiß.

### Ablauf

#### Eröffnung
Ein Wiener Ball wird traditionell mit dem Einzug des Jungdamen- und Jungherrenkomitees eröffnet, – zumeist – zur Fächerpolonaise op. 525 von Carl Michael Ziehrer. Darauf folgen ggf. der Einzug der Ehrengäste zu einer Fanfare, eventuell weitere Musik-, Ballett- und Gesangseinlagen. Fixer Bestandteil einer jeden Eröffnung ist eine Choreographie des Eröffnungskomitees und zum Abschluss ein traditionell links getanzter Wiener Walzer, woraufhin der Zeremonienmeister mit der Aufforderung „Alles Walzer“ die feierliche Eröffnung abschließt.
Das Eröffnen eines „großen“ Wiener Balles hat einen sehr hohen Stellenwert, die Nachfrage ist entsprechend hoch, weshalb etwa die Kandidatinnen und Kandidaten für das Eröffnungskomitee beim Opernball einer Jury ihre Tanzkenntnisse beweisen müssen, die dann entscheidet, welche Paare eintanzen dürfen.

#### Quadrille
Zu Mitternacht wird traditionell eine Quadrille, und zwar zumeist die Fledermaus-Quadrille op. 363 von Johann Strauß Sohn, eine Quadrille française, getanzt, der Ablauf wird von einem Zeremonienmeister angesagt. Weitere Publikumsquadrillen gibt es ggf. um 2:00 bzw. um 04:00.
Anstelle oder vor der Mitternachtsquadrille gibt es manchmal als Mitternachtseinlage eine Tanzshow oder Gesangseinlage.

#### Ausklang
Wiener Bälle dauern i. A. bis in die frühen Morgenstunden und enden erst um 04:00 oder um 05:00. Zum Ausklang wird als letzter Walzer „Brüderlein fein“ aus Das Mädchen aus der Feenwelt oder Der Bauer als Millionär
von Ferdinand Raimund gespielt; die Damen erhalten beim Ausgang eine Damenspende als Geschenk – bei den großen Bällen gibt es auch Herrenspenden. Ballgäste, die bis zum Ende ausharren, dürfen sich Blumen vom Blumenschmuck mitnehmen.

### Essen und Trinken
Die Eröffnungszeremonien der großen Wiener Traditionsbälle beginnen erst um 22:00, weshalb die meisten Ballgäste bereits vor dem Ball zu Abend essen. Einzelne Bälle, z. B. der Hofburg Silvesterball, bieten ein dem Ball vorangehendes Diner in den Räumlichkeiten des Balles an, dies ist aber eher die Ausnahme denn die Regel.
Traditionelle Speisen auf Wiener Bällen sind Sacherwürstel mit Senf und Kren (Meerrettich) und einer Semmel (Brötchen) oder Gulaschsuppe mit Semmel, dazu trinkt man Bier, Wein, Sekt oder Champagner.
Da Essen und Trinken auf Bällen sehr teuer ist, ist es durchaus üblich, während des Balles – dies gilt speziell für den Opernball – den Veranstaltungsort zu verlassen und sich am nächstgelegenen Würstelstand zu stärken.
Die Kaffeehäuser in der Nähe der Veranstaltungsorte öffnen an dem auf einen großen Ball folgenden Tag entsprechend früh, sodass man den Ball mit einem Wiener Frühstück ausklingen lassen kann.

## Der Wiener Ball als Immaterielles Kulturerbe
Der Wiener Ball in seiner spezifischen Tradition, die seit der Kaiserzeit stilprägend für Bälle in ganz Zentraleuropa geworden ist, wurde 2010 in das Verzeichnis des Immateriellen Kulturerbes in Österreich aufgenommen. Nachdem thematisiert worden war, dass sich auch der Wiener Korporations-Ball auf der Liste von 17 Wiener Bällen befunden hatte, wurde der Eintrag Wiener Ball von der österreichischen UNESCO-Kommission 2012 wieder aus dem Verzeichnis gestrichen. Dies wurde mit einer Unvereinbarkeit des Wiener Korporationsballs mit den Grundwerten und Grundprinzipien der UNESCO begründet.
Darüber hinaus waren gerade die beiden berühmtesten Wiener Bälle, nämlich der Opern- und der Philharmonikerball, nicht aufgelistet.

## Liste Wiener Bälle (Auswahl)
| Ball                                             | Seit                                              | Ort                | Wann                                   | Besonderheiten |
| ------------------------------------------------ | ------------------------------------------------- | ------------------ | -------------------------------------- | --- |
| Hofburg Silvesterball, vorm. Kaiserball          | 1970                                              | Hofburg            | Silvester                              | touristisch orientierter Silvesterball mit Galadiner                                                                           |
| Ball der Wirtschaftsuniversität Wien             |                                                   | Hofburg            | Samstag zwischen 8. und 14. Jänner     | |
| Ball der Offiziere                               | 1926                                              | Hofburg            | Freitag zwischen 15. und 21. Jänner    | |
| Ball der Pharmacie                               | 1932                                              | Hofburg            | Samstag zwischen 15. und 21. Jänner    | |
| Zuckerbäckerball                                 |                                                   | Hofburg            | Jänner                                 | Prämierung der besten Torten im Rahmen des Zuckerbäcker Awards                                                                 |
| Wiener Ball der Wissenschaften                   | 2015                                              | Wiener Rathaus     | Samstag zwischen 25. und 31. Jänner    | |
| Blumenball                                       | 1920                                              | Wiener Rathaus     | Mitte Jänner                           | Von den Wiener Stadtgärten (MA 42) veranstaltet                                                                                |
| Philharmonikerball                               | 1924                                              | Musikverein        | Donnerstag zwischen 18. und 24. Jänner | Frackzwang, Eröffnung mit eigens für diesen Ball komponierter Festfanfare von Richard Strauss                                  |
| Techniker-Cercle, vorm. Techniker-Kränzchen      | 1842                                              | Musikverein        | Samstag zwischen 20. und 26. Jänner    | Frackzwang |
| TU Ball                                          | 1815                                              | Hofburg            | Donnerstag zwischen 25. und 31. Jänner | |
| Wiener Akademikerball                            | 1952                                              | Hofburg            | Freitag zwischen 24. und 30. Jänner    | Seit 2013 von der FPÖ Wien veranstaltet bis 2012 WKR-Ball veranstaltet vom Wiener Korporationsring                             |
| Wiener Ärzteball                                 | 1949                                              | Hofburg            | Samstag zwischen 25. und 31. Jänner    | |
| Jägerball                                        | 1905                                              | Hofburg            |                                        | Erscheinen in Tracht obligatorisch                                                                                             |
| Ball der Universität für Bodenkultur (BOKU Ball) |                                                   | Hofburg            | Februar                                | Möglichkeit auch in Tracht zu kommen; Volkstanzvorführungen im Eröffnungsprogramm.                                             |
| IAEA Ball                                        |                                                   | Hofburg            | Februar                                | |
| Hofburg Gala der Wiener Wirtschaft               |                                                   | Hofburg            | Februar                                | |
| Ball der österreichischen Immobilienwirtschaft   |                                                   | Hofburg            | Februar                                | |
| Kaffeesiederball                                 | 1957                                              | Hofburg            | Februar                                | Größter Ball in der Hofburg, bei dem meist alle entsprechenden Räumlichkeiten der Hofburg samt Redoutensäle geöffnet sind      |
| Opernball                                        | 1877 als Hofopern-Soirée, seit 1935 als Opernball | Staatsoper         | letzter Donnerstag im Fasching         | Frackzwang, Höhepunkt des Wiener Faschings                                                                                     |
| Bonbonball                                       | 1949–2020                                         | Wiener Konzerthaus | letzter Freitag im Fasching            | Wahl der Miss Bonbon, die mit Manner-Schnitten aufgewogen wird                                                                 |
| Juristenball                                     |                                                   | Hofburg            | Faschingssamstag                       | |
| Rudolfina-Redoute                                | 1899                                              | Hofburg            | Faschingsmontag                        | Maskenpflicht für Damen und Damenwahl (bis Mitternacht)                                                                        |
| Elmayer-Kränzchen                                | 1920                                              | Hofburg            | Faschingsdienstag                      | Ausklang des Faschings und der Ballsaison. Verfrühter Beginn um 18:00 Uhr, endet um Mitternacht mit Faschingsende.             |
| Savaball (Svetosavski bal)                       | 1998                                              | Hofburg            | Ende Jänner/Anfang Februar             | Geht auf die Tradition von Wiener Slawenbällen des 19. Jahrhunderts zurück und wurde 1998 vom Serbischen Zentrum wiederbelebt. |

Im Fasching gibt es fast keinen Tag, an dem nicht mindestens ein Ball stattfindet, da es kaum eine Schule, Pfarre, Berufsgruppe oder Verein gibt, die es sich nehmen lassen, wenn auch in kleinem oder kleinstem Rahmen, zum Tanz zu bitten. Während der Saison finden in Wien ca. 450 Bälle statt.
Weitere Bälle außerhalb der Saison, d. h. zwischen Aschermittwoch und Silvester:
| Ball           | Seit      | Ort                     | Wann | Besonderheiten                                                      |
| -------------- | --------- | ----------------------- | ---- | ------------------------------------------------------------------- |
| Life Ball      | 1993–2019 | Wiener Rathaus          | Mai  | Aids-Benefizveranstaltung (eingestellt, zuletzt 2019)               |
| Concordia Ball | 1863      | Wiener Rathaus          | Juni | Sommerball mit Nutzungsmöglichkeit der Innenhöfe                    |
| Fête Impériale | 2010–2018 | Spanische Hofreitschule | Juni | Sommerball der Spanischen Hofreitschule (eingestellt, zuletzt 2018) |
| Diversity Ball | 2008      | Kursalon Wien           | Mai  | barrierefreier Ball                                                 |